# Colletes maidli
Colletes maidli är en biart som beskrevs av Noskiewicz 1936. Colletes maidli ingår i släktet sidenbin, och familjen korttungebin. Inga underarter finns listade i Catalogue of Life.